# 筑紫駅

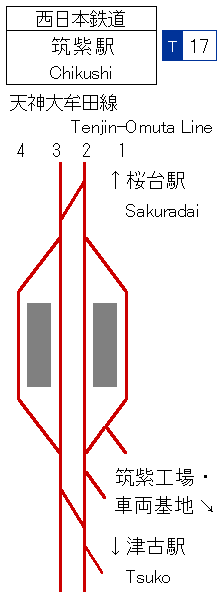
配線図

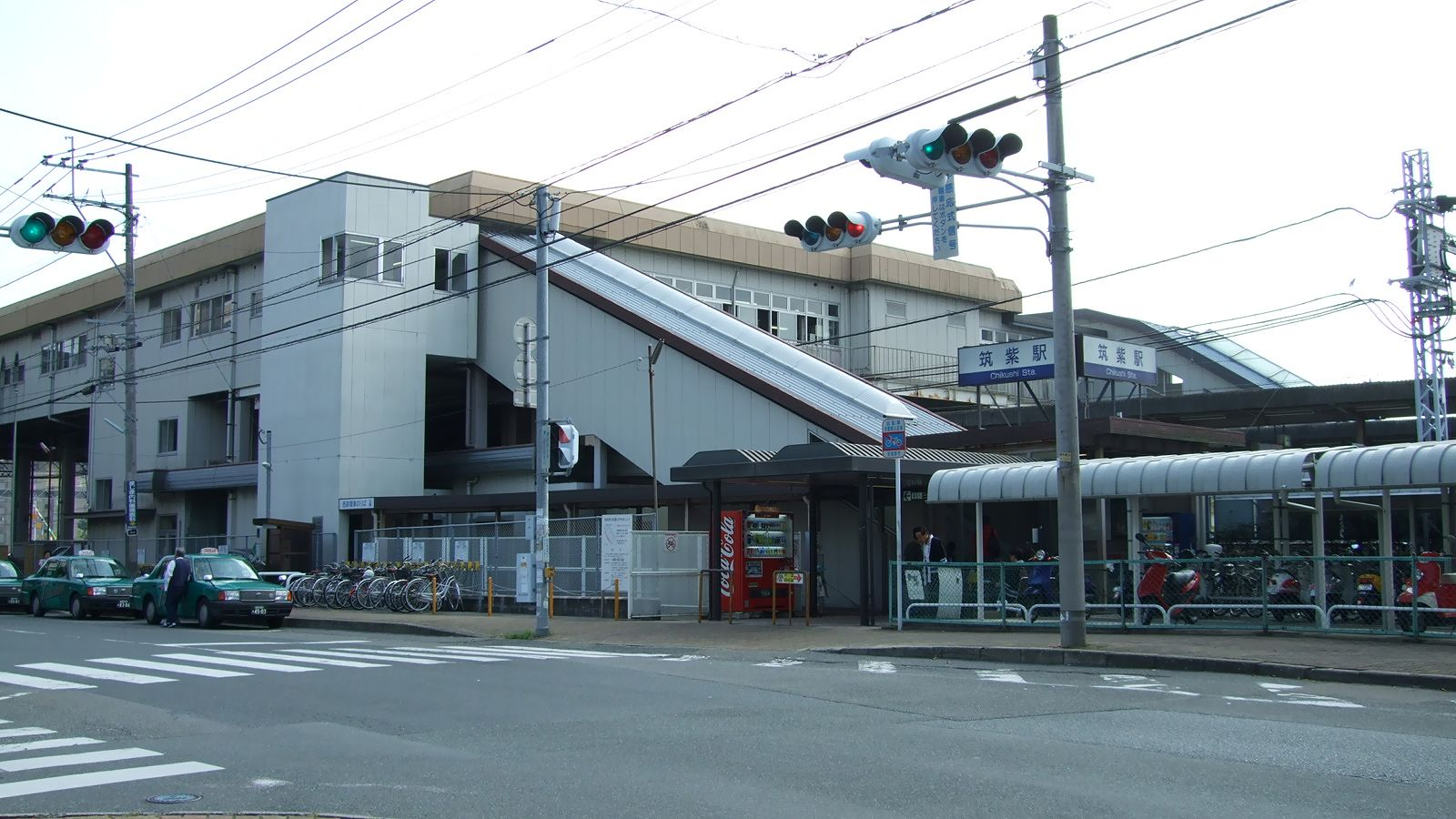
東口

筑紫駅（ちくしえき）は、福岡県筑紫野市大字筑紫にある西日本鉄道（西鉄）天神大牟田線の駅。駅番号はT17。
駅舎内に乗務所があり、普通列車と急行列車の一部はここで乗務員が交代する。

## 歴史
- 1924年（大正13年）4月12日：駅開業。
- 1945年（昭和20年）8月8日：米軍戦闘機の機銃掃射により当時の筑紫駅舎や運行中の2列車が破壊される（筑紫駅列車空襲事件）。死者64人、負傷者100人以上。死者については100人以上とする説もある[2][3]。
- 1948年（昭和23年）：駅舎改築。
- 1981年（昭和56年）9月25日：南側に移転、新駅舎供用開始。
- 1997年（平成9年）9月27日：急行停車駅となる。
- 2001年（平成13年）4月1日：西口開設、同時にバリアフリー化。
- 2008年（平成20年）5月18日：ICカードnimoca供用開始。
- 2013年（平成25年）3月：液晶式列車案内装置の使用開始[4]、案内放送システム更新。
- 2017年（平成29年）2月1日：駅ナンバリングを導入[5]。
- 2024年（令和6年）9月10日[要出典]：クレジットカードなどのタッチ決済実証実験を開始[6]。

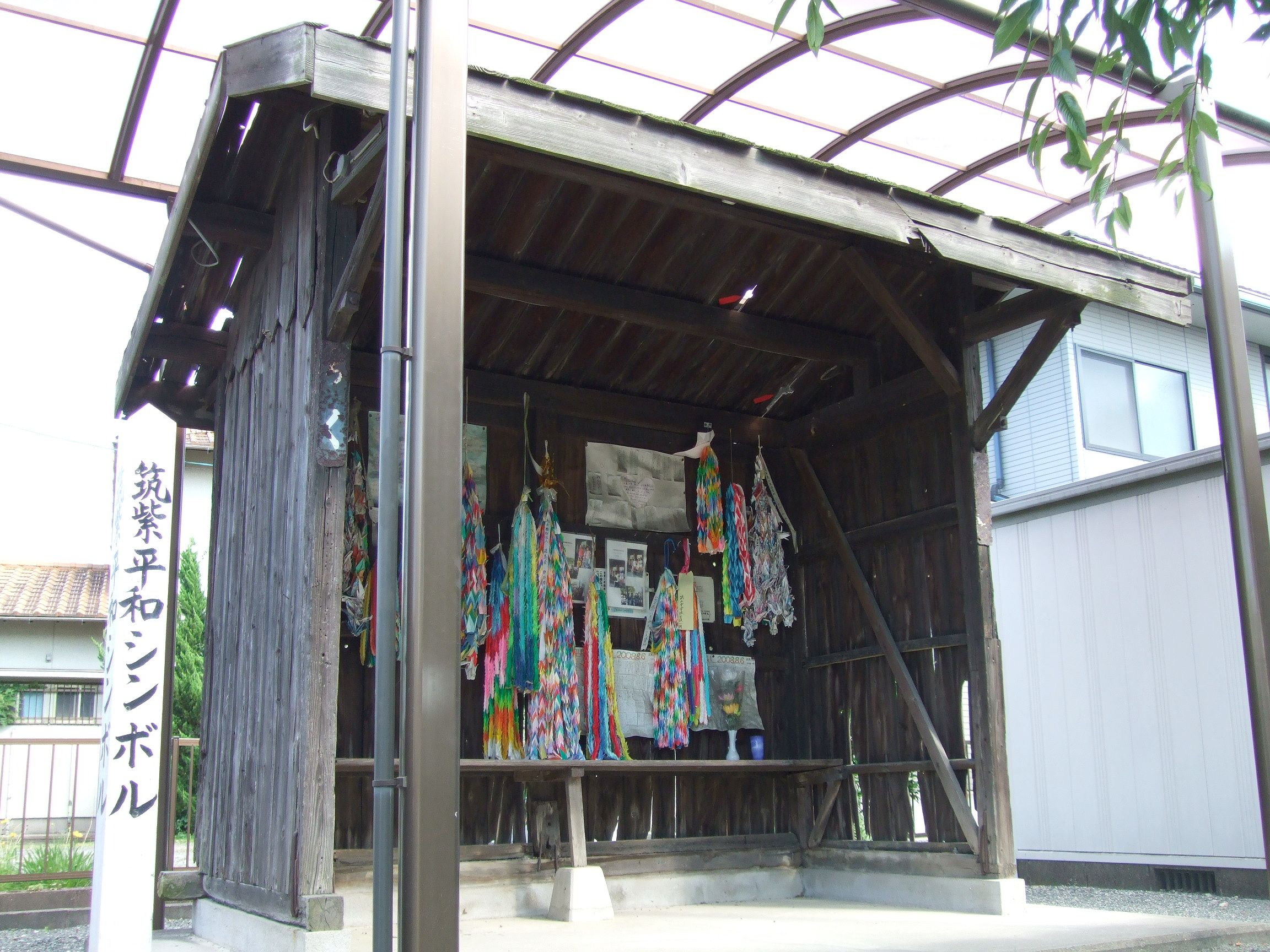
機銃掃射を受けた待合室。駅西口前にある筑紫コミュニティセンター横で屋内保存されている。毎年8月8日には慰霊式が行われる。

## 駅構造

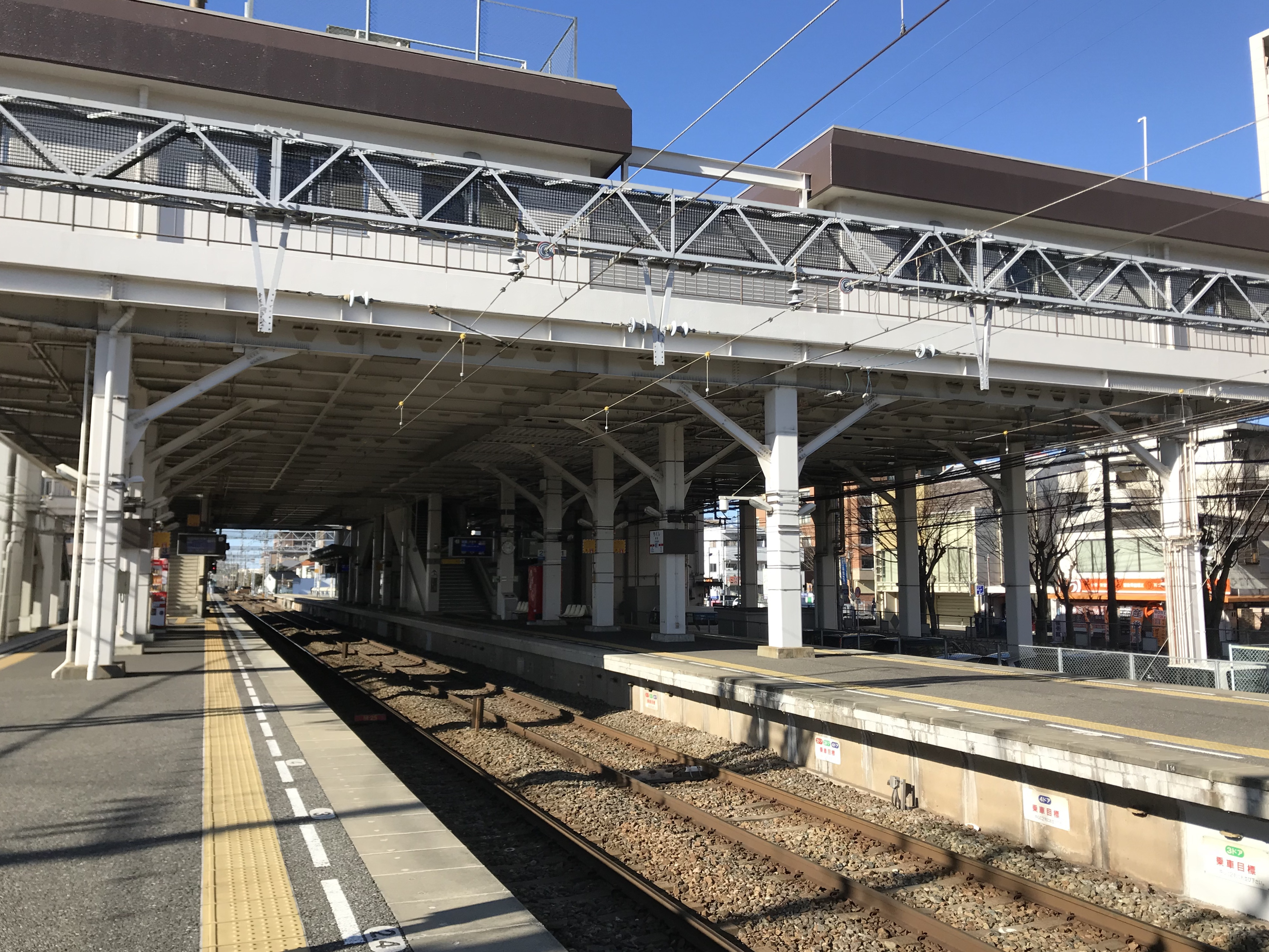
ホーム（2017年12月）

島式ホーム2面4線を有する地上駅で、橋上駅舎を持つ。
出入口から改札階までは、東側と西側にそれぞれ階段とエレベーターを備え、西側についてはエスカレーターも備える。改札階から各ホームまでは、南側に階段を、北側にエレベーターを備えるが、これらは別々の改札口をもつ。
改札口とホームの間には車椅子昇降機が階段に併設されている。また、新設された改札口とホームの間はエレベーターで結ばれている。ホーム有効長は8両分ある。
| ホーム | 路線          | 方向 | 行先                     | 備考   |
| ------ | ------------- | ---- | ------------------------ | ------ |
| 1      | ■天神大牟田線 | 下り | 久留米・柳川・大牟田方面 | 待避線 |
| 2      | ■天神大牟田線 | 下り | 久留米・柳川・大牟田方面 | 本線   |
| 3      | ■天神大牟田線 | 上り | 二日市・福岡（天神）方面 | 本線   |
| 4      | ■天神大牟田線 | 上り | 二日市・福岡（天神）方面 | 待避線 |

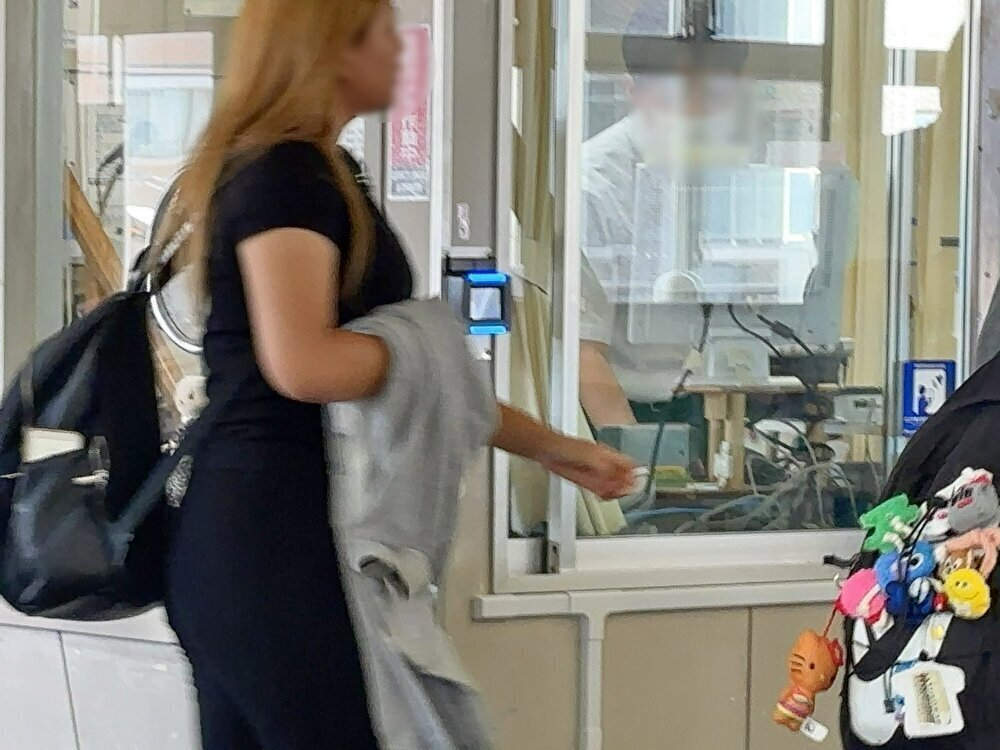
タッチ決済用の読み取り機。主要駅と異なり、自動改札機に専用の読み取り機が取り付けられておらず、有人改札を通る必要がある。

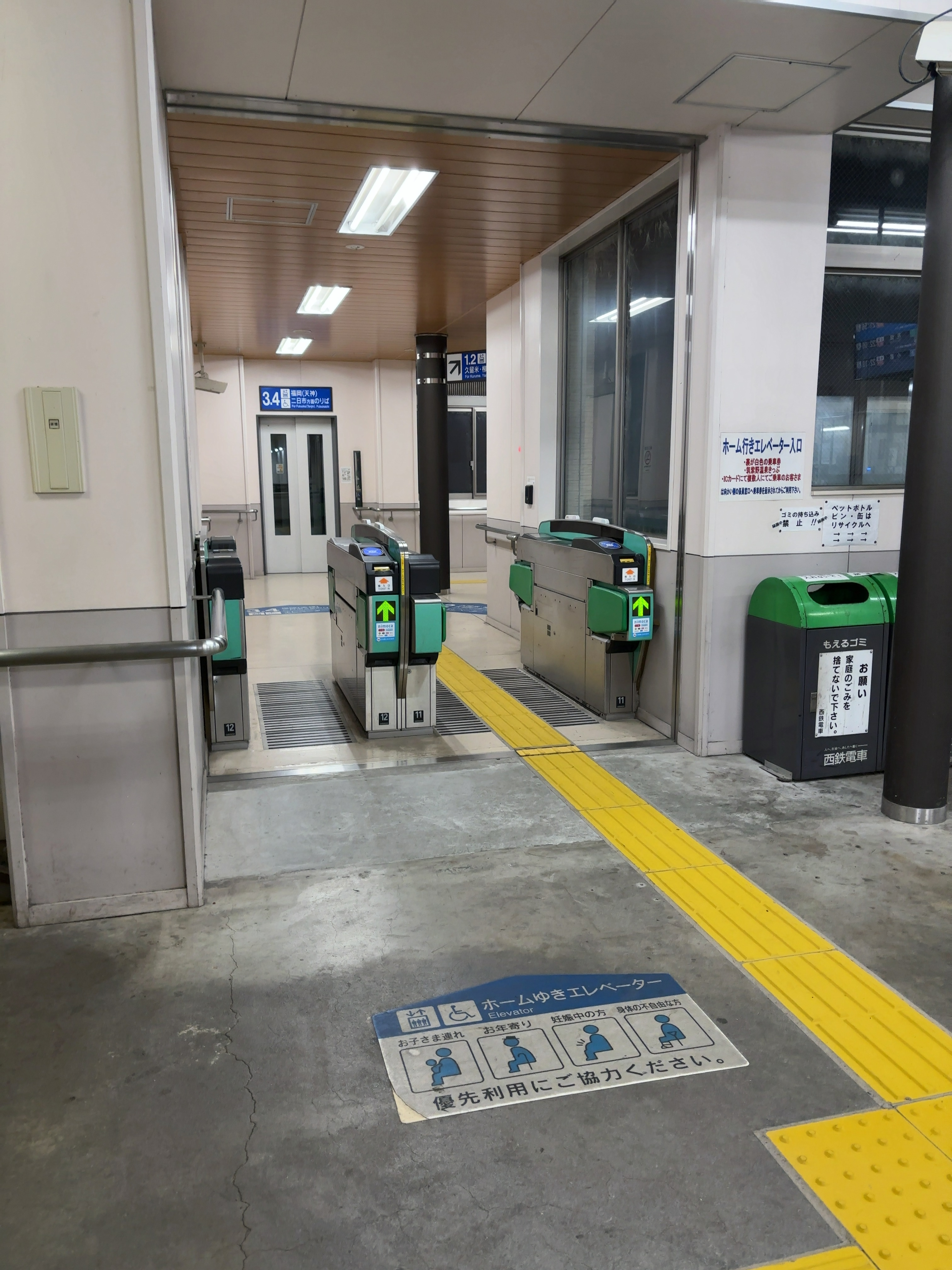
エレベーター側の改札口。タッチ決済専用の端末は設置されていない。

- 当駅に隣接して筑紫車両基地があるため、当駅始発・終着の電車が数多く設定されている。
- 福岡方、大牟田方ともに折り返し用の渡り線がある（福岡方の渡り線を使用した場合、折り返し列車は4番線に入る形になる）。

## 利用状況
2023年度の1日平均乗降人員は7,277人であり、西鉄の駅としては第20位である。
近年はコロナ前（1996年 - 2019年）よりも乗降客数が増えている。
各年度の1日平均乗車および乗降人員は下表のとおり。
| 年度   | 1日平均 乗車人員 | 1日平均 乗降人員 | 乗降客数 増加率 (前年比) |
| ------ | ---------------- | ---------------- | ------------------------ |
| 1996年 | 3,438            | 6,696            |                          |
| 1997年 | 3,375            | 6,608            | -1.3%                    |
| 1998年 | 3,304            | 6,395            | -3.2%                    |
| 1999年 | 3,279            | 6,339            | -0.9%                    |
| 2000年 | 3,195            | 6,151            | -3.0%                    |
| 2001年 | 3,060            | 5,890            | -4.2%                    |
| 2002年 | 3,000            | 5,762            | -2.2%                    |
| 2003年 | 2,902            | 5,585            | -3.1%                    |
| 2004年 | 2,918            | 5,600            | 0.3%                     |
| 2005年 | 2,838            | 5,633            | 0.6%                     |
| 2006年 | 2,863            | 5,704            | 1.3%                     |
| 2007年 | 2,943            | 5,840            | 2.4%                     |
| 2008年 | 2,978            | 5,894            | 0.9%                     |
| 2009年 | 2,981            | 5,906            | 0.2%                     |
| 2010年 | 3,068            | 6,092            | 3.1%                     |
| 2011年 | 3,112            | 6,181            | 1.5%                     |
| 2012年 | 3,044            | 6,048            | -2.2%                    |
| 2013年 | 3,140            | 6,232            | 3.0%                     |
| 2014年 | 3,101            | 6,158            | -1.2%                    |
| 2015年 | 3,205            | 6,377            | 3.6%                     |
| 2016年 | 3,216            | 6,391            | 0.2%                     |
| 2017年 | 3,312            | 6,586            | 3.1%                     |
| 2018年 | 3,389            | 6,743            | 2.4%                     |
| 2019年 | 3,423            | 6,821            | 1.2%                     |
| 2020年 |                  | 5,929            | -13.1%                   |
| 2021年 |                  | 6,414            | 8.2%                     |
| 2022年 |                  | 7,006            | 9.2%                     |
| 2023年 |                  | 7,277            | 3.9%                     |

## 駅周辺
筑紫野市の南部に位置する。駅周辺には美咲、筑紫駅前団地、筑紫ヶ丘団地、ちくし台団地と呼ばれる住宅街が広がっている。
- 駐輪場
- 筑紫野市立筑紫小学校
- 筑紫野市立筑山中学校
- 筑紫野市役所筑紫出張所
- 筑紫野幼稚園
- 筑紫野筑紫ヶ丘郵便局
- 国道3号
- 福岡常葉高等学校
- 筑紫野市立下見保育所
- マックスバリュエクスプレス筑紫駅前店
- いち日のはじまり
- JR原田駅 - 約2km離れている。
- ホテルAZ 福岡夜須店 - 約1.5km離れている。
- 筑紫神社
- 五郎山古墳
- 五郎山古墳館
- JA筑紫ゆめ畑（農産物直売所）
- カミーリヤ
- 前畑遺跡

## バス路線
- 筑紫駅前（東口）
  - 西鉄バス二日市・山家道・浦の下・上西山方面（24番:上西山線）

　　※にしてつ電車まつりが開催される日は、筑紫駅前⇔筑紫車両基地間の西鉄バス(無料)が運行される。
- 筑紫駅西口
  - 筑紫野市コミュニティバス「つくし号」
  - 西鉄バス二日市・JR原田駅・美しが丘・光が丘方面（17番:筑紫野線)

　　日祝日の朝に1本、JR原田駅を出た後に原田郵便局前を経由して光が丘方面へ向かうバスが設定されている。

## 隣の駅
西日本鉄道
■天神大牟田線  
■特急
通過
■急行（下記特記以外）
朝倉街道駅（T15） - 筑紫駅（T17） - 三国が丘駅（T19）
■急行（筑紫以南で各駅停車になる列車のみ）
朝倉街道駅（T15） - 筑紫駅（T17） - 津古駅（T18）
■普通
桜台駅（T16） - 筑紫駅（T17） - 津古駅（T18）